# Врачово (Забор'євське сільське поселення)
Врачово (рос. Врачово) — присілок Бокситогорського району Ленінградської області Росії. Входить до складу Забор'євського сільського поселення.
Населення — 13 осіб (2012 рік).